# Denkmal des Dankes an Frankreich

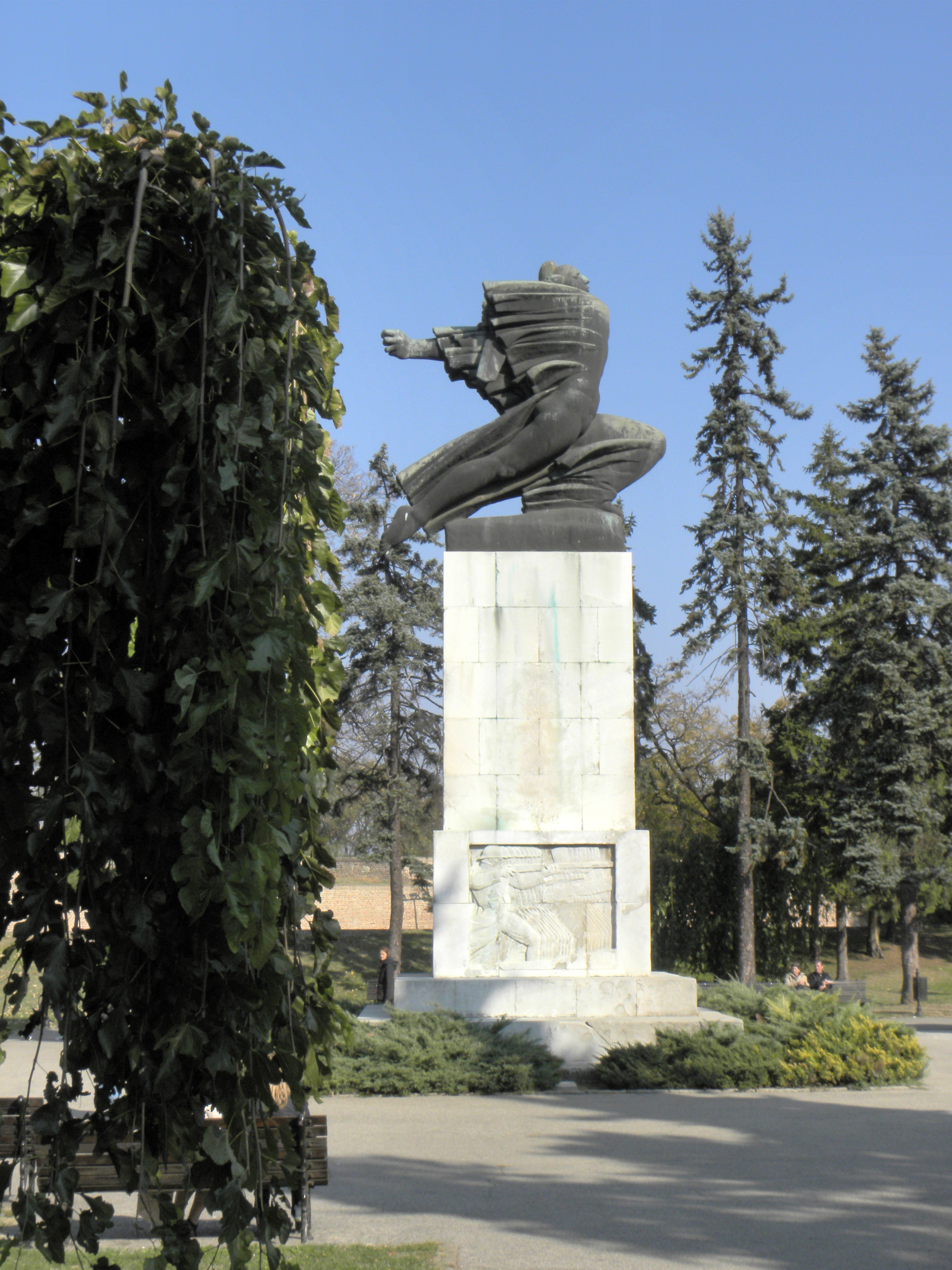
Allgemeines Aussehen des Denkmals

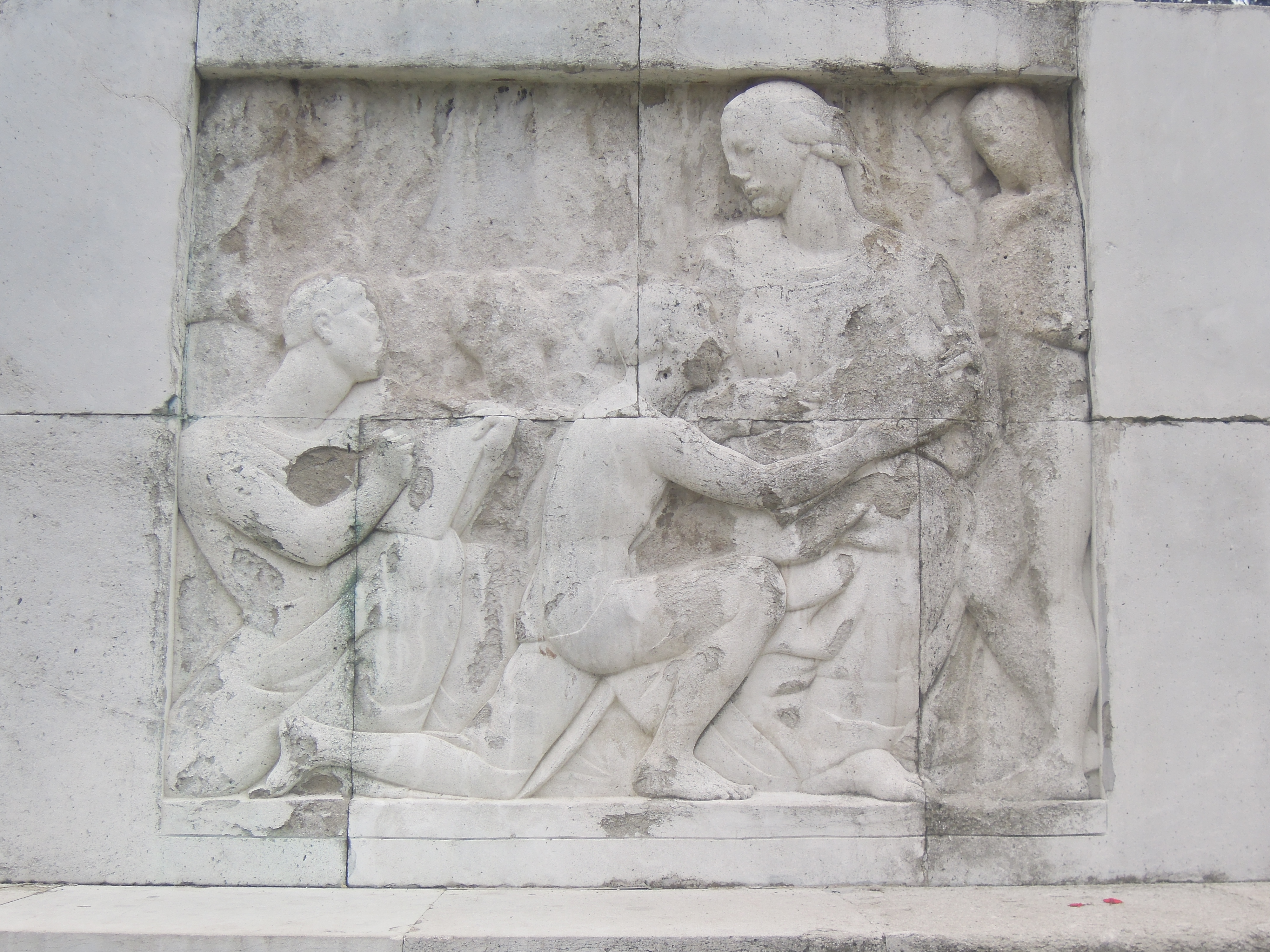
Reliefs „Sorbonne“ und „Krieger“

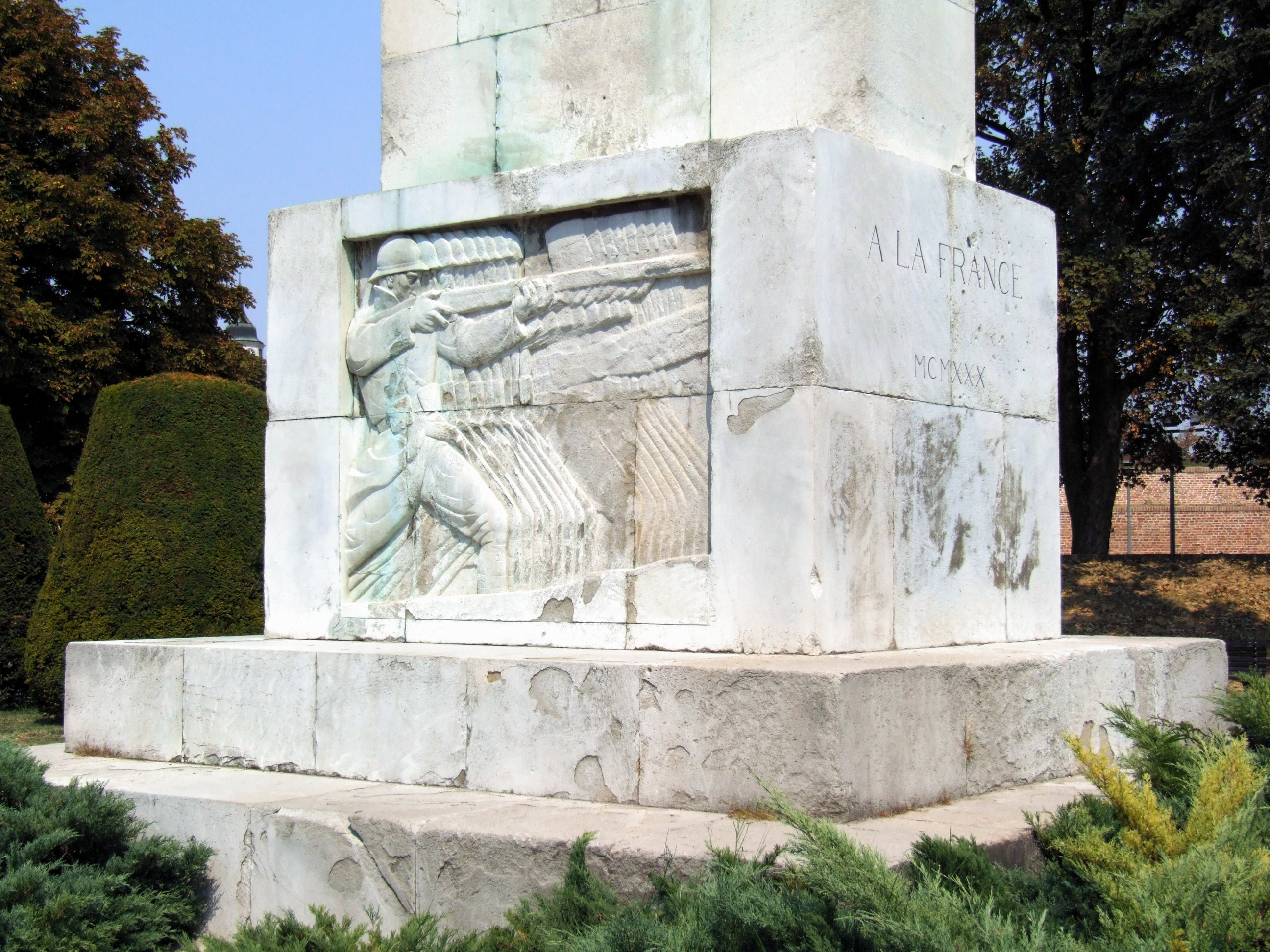
Reliefs „Sorbonne“ und „Krieger“

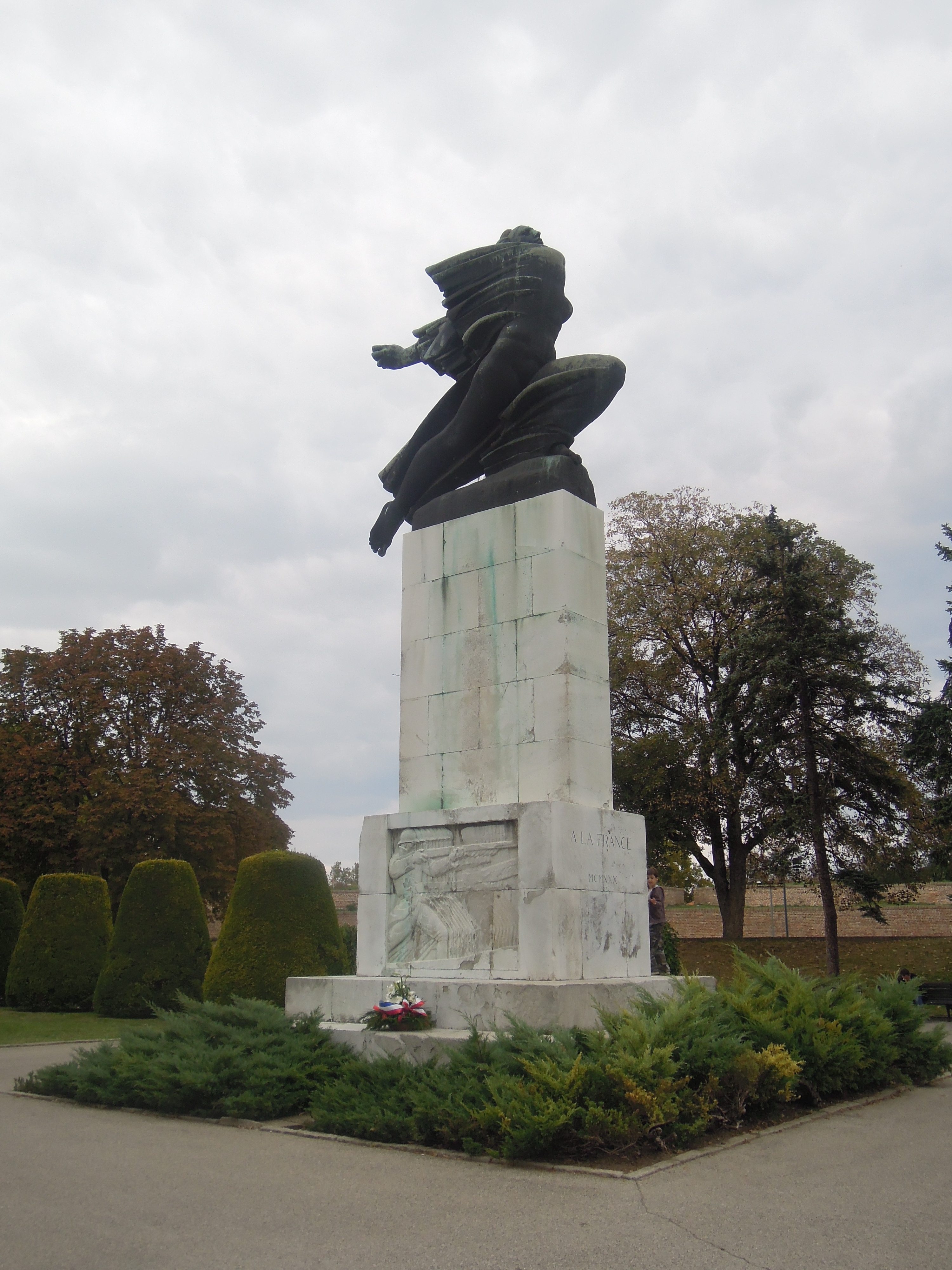
Park Veliki Kalemegdan

Das Denkmal des Dankes an Frankreich ist ein von Ivan Meštrović geschaffenes Kunstwerk auf dem Kalemegdan in Belgrad, das als Dank für die Unterstützung Serbiens durch die französische Regierung im Ersten Weltkrieg von einer Initiative in Belgrad geplant und am 11. November 1930 enthüllt wurde.

## Geschichte
Nach Ende des Ersten Weltkrieges regten serbische Intellektuelle um den Verein ehemaliger Schüler französischer Schulen und dem Verein der Freunde Frankreichs eine Initiative die Errichtung eines Denkmals der serbisch-französischen Freundschaft in Paris oder Belgrad an, als Zeichen der Dankbarkeit für die Militär- und Ausbildungshilfe während und nach dem Krieg. So bildete man 1924 ein Komitee zur Errichtung des Denkmals mit Niko Miljanić (1892–1957), einem der Gründer der Medizinischen Fakultät in Belgrad, an der Spitze. Eine Spendensammlung sorgte für die Bereitstellung finanzieller Mittel.
1921 beschloss das Komitee der Belgrader Gemeinde die Errichtung eines Grabmals als Zeichen der Dankbarkeit gegenüber den französischen Soldaten, die während der Verteidigung Belgrads 1915 ums Leben kamen.
1928 trat die Belgrader Gemeinde eine Parzelle des militärischen Grunds auf dem Kalemegdan für das Denkmal ab “an der schönsten Stelle im Zentrum des Parks Kalemegdan, der mit einem der schönsten europäischen Landschaftsbilder herausragt, und in dessen Nähe sich bald das Haus Frankreichs erheben wird” (Gebäude der Französischen Botschaft), das von 1928 bis 1932 entstand. Frankreich errichtete im Gegenzug das Denkmal für König Petar I des Befreiers und Aleksandar I. des Vereinigers in Paris, Denkmäler in Orléans und Marseille und benannte eine Allee in Paris nach König Petar I.

## Beschreibung
Der jugoslawische Bildhauer Ivan Meštrović (1883–1962) fertigte das Denkmal in seinem Atelier – Galerie “Meštrović” in Zagreb, wo es in der Gießerei für Kunstwerke ALU 1930 mithilfe der Technik des „verlorenen Wachses“ aus 14 Teilen in Bronze gegossen und an Ort und Stelle zusammengesetzt wurde. Die über vier Meter hohe monumentale Figur stellt Frankreich dar, das in kriegerischem Schwung Serbien zu Hilfe kommt. Ihre Geste allegorisiert den nationalen Geist Frankreichs und damit die Attribute Dynamik, Führung, Mut und Glaube. Die Monumentalität, die im Fokus des bildhauerischen Ausdrucks von Meštrović steht, wird zusätzlich hervorgehoben durch die Ausstellung großer, zurückhaltender Formen der zentralen Frauenfigur auf einem sieben Meter hohen Sockel aus vollen Blöcken, dem sogenannten „Marmor“ aus Brač (grauer Kalkstein adriatischen Typs, der auf der Oberfläche eine weiße Patina entwickelt). Die pyramidenförmige Reihung der Segmente im Rahmen des geometrisch gestalteten Sockels betont die stilistische Einheit des Denkmals mit dem Parterre-Garten, der nach den Prinzipien eines französischen Gartens geometrisch gestaltet ist. Der Zugang zum Denkmal, das am Ende der Hauptallee des Parks aufgestellt ist, wird über die Grenzen des Parks hinaus fortgeführt, entlang der städtischen Hauptstraße (Knez Mihailova) und weiter, und so als visueller Faktor betont. Auf der Vorderseite ist das Aufstellungsjahr und die Widmung “A la France” und auf der Rückseite die Aufschrift “Wir lieben Frankreich, wie es uns 1914-1918 geliebt hat” eingemeißelt. Die Struktur des unteren Sockelbereichs wurde an den Seiten in der Ebene des Betrachters mit gemeißelten Reliefkompositionen narrativen Inhalts bereichert. Diese schufen nach dessen Entwürfen Meštrović' Schüler, die Bildhauer Frano Kršinić, der die Arbeiten leitete, und Antun Аugustinčić, außerdem Grga Antunac, Šime Dujmić und Orlandini in Split. Die Reliefs greifen nicht in den Raum außerhalb der Ebene des Sockels ein und führen das Konzept des Baus konsequent durch, mit präziser Einpassung der gemeißelten Teile mit sichtbaren Verbindungsstellen im Geiste ägyptischer monumentaler Reliefs, ohne Applikationen auf dem Sockel, sondern seinen organischen Teil darzustellen, was im Einklang mit dem Konzept der Skulptur von Meštrović steht.
Die Abbildungen des Reliefs beschreiben die Hauptverdienste: die strenge, sich wiederholende Reihe an Figuren des Reliefs „Krieger“ auf der linken Seite führen in das Kompositionsprinzip der Isokephalie mit Vorbildern im flachen assyrischen Relief der Bogenschützen – ein Motiv, das Meštrović im Relief und in der Lithografie verarbeitet – ein, und erzählt vom Militärbündnis der serbischen und französischen Truppen an der Salonikifront. Auf der anderen Seite suggeriert die feiner modellierte „Sorbonne“ Bildungshilfe für die serbische Jugend während und nach dem Krieg. Die ursprüngliche Skizze für dieses Relief, das sich in der Galerie „Meštrović“ befindet und Frankreich als Frau, die serbische Kinder säugt, darstellt, wurde auf Vorschlag des Direktors des Französischen Instituts in Zagreb und persönlichen Freund des Schöpfers (Rаymond Warnier) geändert.
Das nationale Symbol des Triumphes der französischen Republik in Form der Frauenfigur Marianne nach der Revolution und dem Fall der Monarchie in Frankreich, findet seinen Ausdruck in zahlreichen Werken: Mit der „Marseillaise“ auf den Lippen ist sie als Anführerin im Kampf auf dem Relief „Auszug der Freiwilligen“  von François Rude an der Arc de Triomphe in Paris gestaltet; auf dem berühmten Bild von Eugène Delacroix, das der Revolution gewidmet ist, ist sie als „Die Freiheit führt das Volk“  dargestellt; auf Daumiers Bild „Die Republik“, das sich im Musée d’Orsay befindet, wird sie hingegen als große Mutter, die ihre Kinder säugt, dargestellt. Diese und ähnliche allegorische Abbildungen Frankreichs in Form einer entschlossenen Frauenfigur, mit charakteristischer phrygischer Mütze als Erkennungszeichen, stellen klare, bedeutende Referenzen für die Gestaltung des Denkmals von Meštrović auf dem Kalemegdan dar.
Die Stilisierung der Gestalt und die Dramatik der plötzlichen Bewegung der Figur im skulpturalen Ausdruck nähern das Werk der Sezession an. Die Logik der Bewegungen, deren großer Ausfallschritt aus der späthellenistischen Skulptur stammt, basiert auf der Verlagerung des Gesamtgewichts auf den Fuß des linken Beins und der Herstellung eines statischen Gleichgewichts zwischen den dominanten Flächen: den verdrehten Massen des Oberkörpers mit vorstehender, rechter Schulter und der Ausbreitung des langen, angespannten Bogens des rechten Beines mit dem Gesamtvolumen der Drapierung und der linken Hand. Die Anordnung der Hauptflächen und die seitliche Aufstellung des Reliefs verschieben den Hauptaspekt der Betrachtung des Denkmals auf die Seiten. Obwohl der seitliche Aspekt bildnerisch inhaltsreicher ist, stellt Meštrović die frontale Orientierung der Figur zum Betrachter hin her, um mit solch einer (idealen) Frontalstellung die Würde und Bedeutung der gestalteten Figur zusätzlich zu betonen. Die Abweichung vom naturalistischen Ansatz und die modernen Einflüsse sind am besten erkennbar an der Behandlung der Drapierungen, deren Fantasieformen auf der Vorderseite dazu führen, dass die Figur fast unkenntlich wird.
Die Zusammenlegung des Volumens der linken Hand mit den Seitenflächen der Drapierung, zielt auf die Herstellung einer fast aerodynamischen Gestalt ab, bei der die horizontale Ausbreitung der Falten des Stoffes die Kraft der Bewegung und den Aufflug suggeriert. In dieser Ausbreitung herumwirbelnder Falten der Drapierung lässt sich die Bestrebung des Schöpfers mit ihrem Volumen die Seitenflächen der Flügel und das Werk dem Ideal der skulpturalen Siegesidee anzunähern, erkennen: Der berühmten späthellenistischen Skulptur “Nike von Samothrake”.

## Lage und Bedeutung
Das Denkmal wurde in der Nähe des Karađorđe-Tors der Belgrader Festung an der Stelle des ehemaligen Karađorđe-Denkmals aufgestellt. Dieses hat das Militärministerium nach der triumphalen Rückkehr aus dem Sieg in den Balkankriegen 1913 im Ziele der Markierung des hundertjährigen Jahrestags seit der Bildung eines ordentlichen Heeres, das der vožd Karađorđević eingeführt hat, errichtet. Das Karađorđe-Denkmal haben die österreichisch-ungarischen Besatzungstruppen 1916 mit Dynamit gesprengt, in der Absicht, es durch eine kolossale Bronzefigur von Franz Josef zu ersetzen. Dieses fand man nach dem Krieg in einem Schleppkahn auf der Save und schmolz es zu Glocken für orthodoxe Kirchen um. Die größte von ihnen wurde der Rosenkirche auf dem Kalemegdan geschenkt. Die Planung zur Errichtung des Karađorđe-Denkmals mit dem Beginn im Jahre 1857, fällt in die frühesten Aktivitäten zur Errichtung öffentlicher Denkmäler in Serbien. Das Denkmal von Meštrović, das an dieser Stelle aufgestellt wurde, verwendet die starke Symbolik der Festung als Schauplatz des Kampfes und die besondere Lage über den Flüssen und erkennt somit die volksgeschichtliche Bedeutung dieses Standorts, der ursprünglich für die Errichtung eines Denkmals für Karađorđe gedacht war.
Das Denkmal des Dankes an Frankreich zählt zu den Werken von Meštrović, die nach dem Ersten Weltkrieg entstanden sind. In dieser Zeit sind seine meisten Denkmäler von monumentaler Konzeption, reduzierten Details und betonter Grundidee entstanden. Dieses Denkmal leitet ein neues expressives Konzept, statt der bis dahin üblichen realistischen und narrativen Konzepte, ein und trägt dadurch zur Entwicklung der öffentlichen Denkmäler in Belgrad bei. Aufgrund seiner kulturellen und historischen Bedeutung wurde es 1965 zum Kulturdenkmal und 1983 zum Kulturgut von großer Bedeutung für die Republik Serbien erklärt (Amtsblatt ”Službeni Glasnik RS” Nr. 28/83).